# 2012年ブエノスアイレス鉄道惨事
2012年ブエノスアイレス鉄道惨事（2012 Buenos Aires rail disaster）は、2012年2月22日にアルゼンチン・ブエノスアイレスのバルバネーラ地区にあるオンセ駅で起こった列車衝突事故である。「オンセの悲劇」（Tragedia de Once）という呼び方が主流である。
1,200人以上が乗車していた8両編成の電車がホーム末端の車止めに26 km/hで衝突し、51人が死亡、700人以上が負傷した。駅の出口に近い車両に移動する乗客で先頭および2両目の車両は特に混雑しており、これらの車両から死者と重傷者が発生した。
事故が起こったサルミエント線では、2011年9月13日にフローレス駅踏切事故が発生したばかりであった。アルゼンチン国内で発生した鉄道事故全体で見ても、ベナビデス列車追突事故（1970年、死者142名）、急行エストレージャ・デル・ノルテ号脱線転覆事故（1978年、死者55名）に次いで、史上3番目に多い死者を出した事故となった。

## 事故
謝肉祭（カーニバル）休暇後初の仕事日であった2月22日、TBA（Trenes de Buenos Aires、トレネス・デ・ブエノスアイレス）社が保有する“Chapa 16”（“Toshiba”、8両編成）はサルミエント線の3772列車で運用されており、始発駅であるモレーノ駅を出発して順調に終着駅のオンセ駅に到着する予定であった。
しかし、当該列車は頭端式ホームであるオンセ駅に50 km/h（31マイル）で進入し、所定の停止位置で止まることなく、アルゼンチン標準時 (ART/UTC-3) 8時33分に26 km/hで車止め（バッファー）に衝突した。この衝撃で“Chapa 16”は先頭の電動車とその後ろの2両が押しつぶされ、2両目の自転車用荷物車は先頭車両に7 mもめり込んだ。

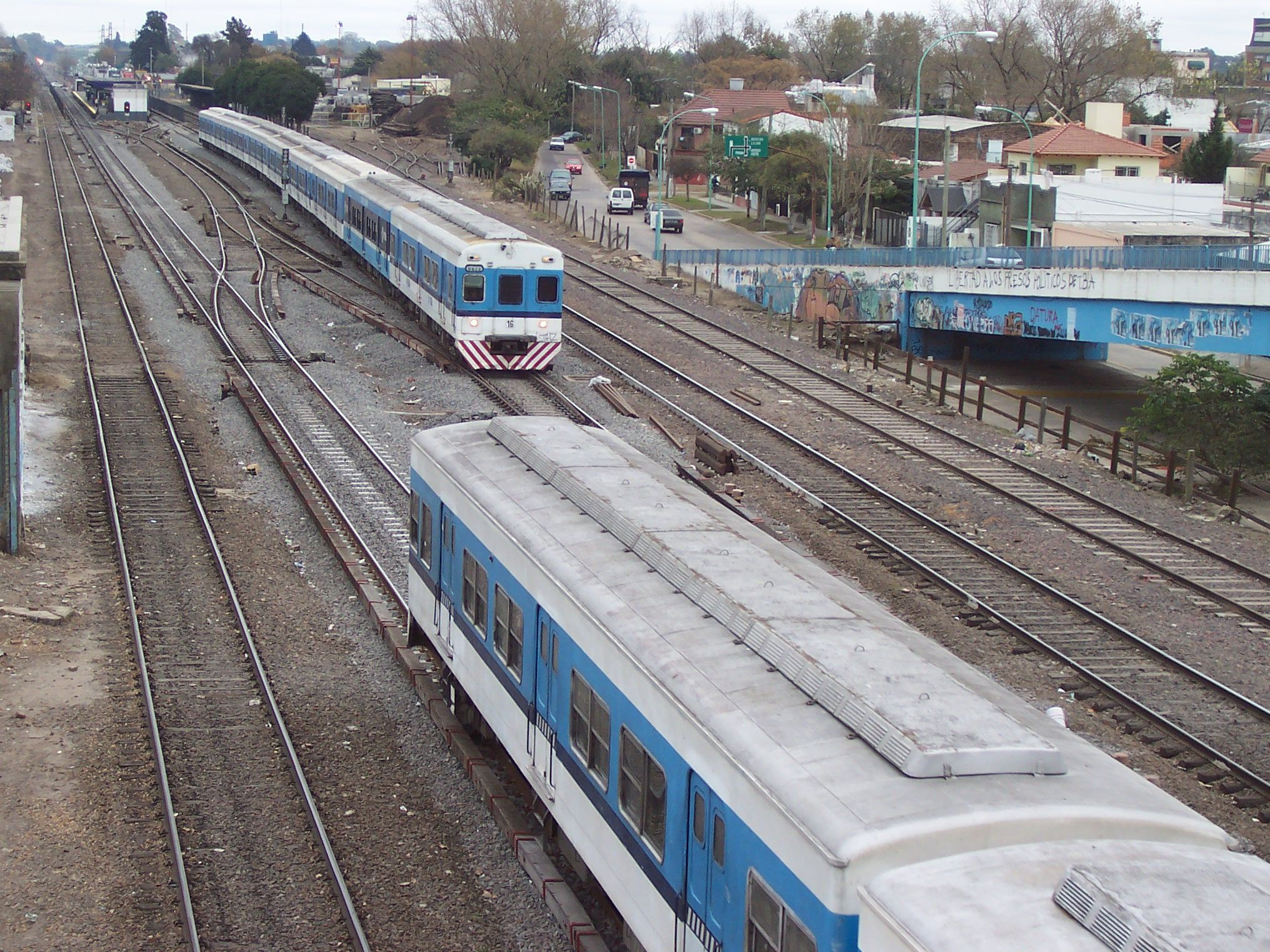
事故の当該となった"Toshiba"電車の"Chapa 16"（写真奥から手前へ向かってくる電車）
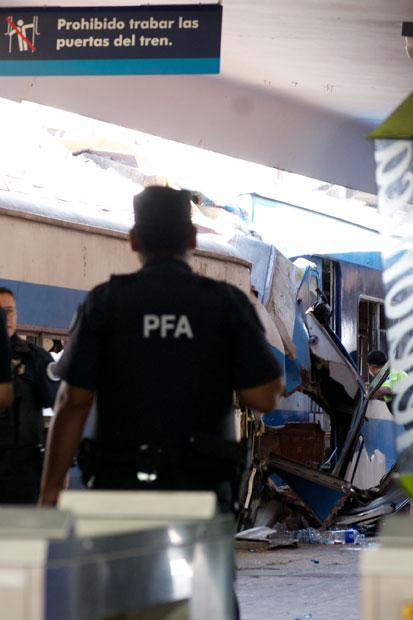
押しつぶされた先頭車と2両目の荷物車
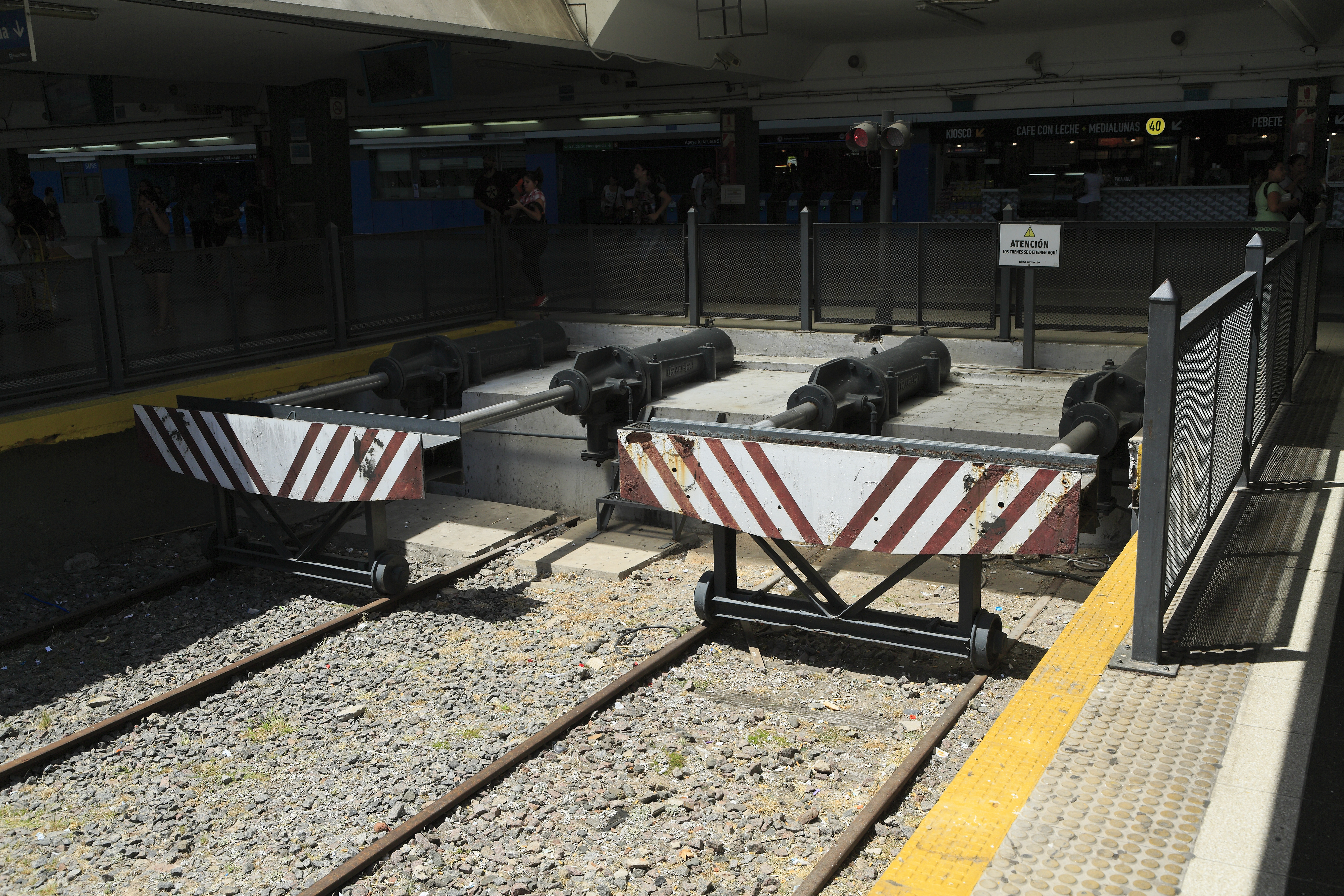
オンセ駅の頭端式ホームと車止め

## 救出活動
事故発生時に地区内にいた救急車の中には、B型インフルエンザの流行に見舞われていた船舶の到着を待っていた車もあったが、本事故の犠牲者を近隣の病院に搬送することに優先して使用された。駅ホームでは救急隊員による蘇生活動などが展開され、軽症の乗客は徒歩で事故現場から離れた。
民間ボランティアによれば、車両の強固で複雑な構造が救助活動を困難なものにしたという。車端のクラッシャブルゾーンは大破し、また"Toshiba"の窓には金属製の枠が設置されていたが、これが事故の衝撃で外れかけた状態となり、車外からの救助を難しくしていた。車内では、化粧板が粉砕されて網棚が外れるなどの大きな被害が出たのに加え、事故の衝撃で多くの乗客が押し出され、床と天井、およびそこに設置されていたファンデリアに挟まれる形となっていた。
当該列車の運転士は救出されて救急車で搬送された。運転士は重症ではなく、飲酒の疑いがあるかどうかの確認のために行われた血中アルコール含有量のテストも陰性であった。
この事故による安全確認と車両の手配の関係から、サルミエント線は事故後数時間の間、通常の運行を行うことができなかった。運転再開を求め、さらにはTBAの運営に抗議する複数の利用者が、事故現場を保全する連邦警察や兵士に瓶や椅子などを投げつけるといった事態も生じ、警察が対応にあたった。なお、サルミエント線ではTBAの不十分な運営に対する利用者や左翼組織による同様の抗議活動が、この事故以前から度々行われていた。
この事故では最終的に51人の死亡が確認され、700人以上が負傷した。当該車両は救助活動および現場検証の完了後、被害の少なかった車両から順次引き上げられ、激突の場面と音声による記録が事故原因を判定するために調査された。

## 反応

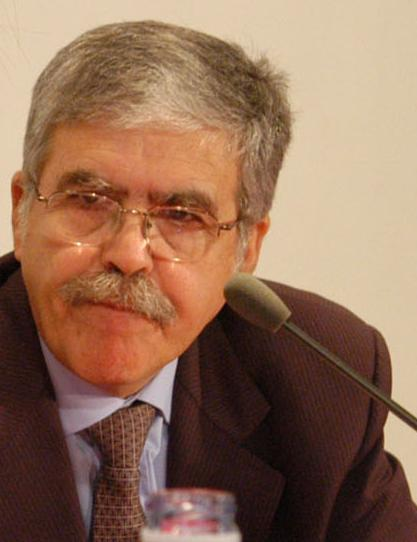
フリオ・デ・ビード大臣はTBAに対する訴訟を発表した。市民連合は大臣の行動の遵法性を批判した。

### 国内
クリスティーナ・フェルナンデス・デ・キルチネル大統領は2日間の国喪日を宣言し、謝肉祭（カーニバル）を中断した。マウリシオ・マクリブエノスアイレス市長とダニエル・スシオーリブエノスアイレス州知事も大統領と同様の行動を取った。フアン・パブロ・スチアビ運輸大臣は政府が事故を調査することを発表し、電車の運転士が十分な休息を取っていた上に労働報告書は良好だったことを報じた。電車と駅に設置されていた運転記録装置と前方記録映像は特別区連邦警察に引き渡された。フリオ・デ・ビード計画・公共投資大臣は、大統領がサルミエント線の運営者であるTBAに対する訴訟を開始すると発表した。急進市民同盟はスチアビ大臣の弾劾を提案し、サルミエント線の整備状態についての説明を要求したほか、TBAへコンセッションを譲歩している国家による適切な統制の欠如についての以前からの訴えを指摘した。彼らはまた議会に対して、事故と政府の責任に関する調査委員会の設置を強く求めた。市民連合はデ・ビード大臣の発表を批判し、事件に関与している大臣という立場では原告となれないことを指摘した。労働総連合はアルゼンチンの鉄道全体の貧弱な状況を訴え、この事故が問題を浮かび上がらせたと主張した。アルゼンチン労働者中央連合はTBAの鉄道運営許可の剥奪を要請し、5月24日、大統領はTBAへの鉄道運行認可（コンセッション）取り消しの処分を下した。この後、TBAは解体され、運営していた路線及び列車の運行は政府と他の民間鉄道運営企業の合弁組織であるUGOMS（ミトレ・サルミエント線緊急運営組織）が引き継ぎ、TBAが整備を怠っていた車両や線路・踏切などの再整備、駅のリニューアルを積極的に行った。

### 国際
イギリスの外務・英連邦省は事故を遺憾に思い、「犠牲者の家族」と「現在も救出活動中の救急機関」に対して哀悼の意を表した。メキシコの外務省は哀悼の意を表し、「姉妹国アルゼンチン」と「犠牲者家族と負傷者の迅速な回復」を願った。ローマ教皇ベネディクト16世は哀悼の意を表した。

## 調査
当初、組合のリーダーは「電車はうまく動いていたし、前の駅ではブレーキに問題はなかった」と発言し、同様に証言する乗客もいた。
当該列車の運転士（当時28歳）は拘置されたが、後に検察が拘置に異議を唱え、宣誓の下に宣言してから事故調査裁判官によって釈放された。運転士は「私は2度ブレーキを動かそうとしたが、ブレーキの機構は動かなかった」と述べ、ブレーキハンドルのほかに手ブレーキを動かそうともしたが失敗していた。裁判記録では、運転士は事故調査人に「それぞれの駅で、ブレーキに問題があることを無線で指令に忠告した」と語ったとされているが、運転士は指令にそのまま運行を続けるよう言われたと報じられている。
当該車両の"Toshiba"は、運転台の左側にマスコン、右側にブレーキハンドル着脱式のブレーキ弁が設置されており、常用の電気ブレーキが故障ですべて機能しない場合には自動的に空気ブレーキに切り替わり、マスコンに設置されているデッドマン装置から手を離すと自動的に非常空気ブレーキがかかるように設計されているが、老朽化と整備不良による空気圧縮機の動作不良などで正常に機能しなかったという説が有力となり、一時はそれが原因とされた。しかし、さらなる調査によって運転士の不手際が事故を招いたという結論が出され、2020年現在はこちらの説が正しいものとされている。